# Wörthersee Piraten
O Wörthersee Piraten é um clube de basquetebol da Áustria, fundado em 1978, em Klagenfurt, Áustria.
A última temporada do clube na máxima divisão da OBL foi em 2009-2010, sendo foi finalista em 2001, e vice na Copa Austríaca de Basquetebol, em 1998 e 2002.